# Hyposmocoma jugifera
Hyposmocoma jugifera là một loài bướm đêm thuộc họ Cosmopterigidae. Nó là loài đặc hữu của Oahu. Loài địa phương ở Mount Tantalus.
Ấu trùng ăn Acacia koa và Pelea species. They bore in dead wood. They do not make a case.